# Cratere Kanaloa
Kanaloa è un cratere sulla superficie di Umbriel.